# Valea Nucarilor, Tulcea
Valea Nucarilor  (în trecut Sarighiol de Vale, apoi I.G.Duca) este satul de reședință al comunei cu același nume din județul Tulcea, Dobrogea, România. A fost finalizată alimentarea cu apă, dar nu dispune de canalizare.